# Dynatron
I starten af det 20. århundrede opfandt Albert W. Hull et elektronrør, der hedder en dynatron eller et dynatronrør.
Dynatronen er designet til at have negativ differentiel modstand på en del af overføringskarakteristikken mellem en cylinder - kaldet den tredje elektrode - og katoden. Gitteret, mellem den tredje elektrode og katoden, anvendes som en perforeret anode. Albert søgte patent på dynatronrøret i 1915 og det blev bevilget i 1921 (US patent nr 1,187,984). Se illustration.
Dynatronen kan sættes sammen med en elektrisk svingningskreds, og fungerer så som en NDR-oscillator, hvis svingningskredsens tab modvirkes.